# Кралики (Словаччина)
Кра́лики — село в Банськобистрицькому окрузі Банськобистрицького краю Словаччини. Перша письмова згадка про село датується 1696 роком.

## Географія
Розташована природоохоронна територія Кралицька ущелина

## Населення
| Рік:            | 1994. | 2004.    | 2014.    | 2024.    |
| --------------- | ----- | -------- | -------- | -------- |
| Кількість осіб: | 459   | 542      | 638      | 712      |
| Різниця:        |       | +18,08 % | +17,71 % | +11,59 % |

| Рік:            | 2023. | 2024.   |
| --------------- | ----- | ------- |
| Кількість осіб: | 715   | 712     |
| Різниця:        |       | -0,41 % |

Етнічний склад населення станом на 2001 рік: словаки — 98,3 %, чехи — 0,76 %, німці — 0,19 %.